# Население Кабинды
Оценка численности населения Кабинды, провинции Анголы, находящейся за пределами страны, может варьироваться в зависимости от источников и методов подсчёта.

## Основные данные

### Город Кабинда
399,4 тысячи человек — численность населения города на 2025 год. Эти данные отражают количество жителей только в самом городе, без учёта населения всей провинции.

### Провинция Кабинда
Согласно оценке World Population Review, в 2025 году население городской агломерации, включая пригороды, составит 990,7 тысячи человек. А по данным Национального института статистики Анголы, в 2022 году население страны составило 894,3 тысячи человек. Учитывая среднегодовой темп прироста населения в 2,8%, к 2025 году население может увеличиться примерно до 950 тысяч человек.

### Состав населения
В Кабинде проживает преимущественно народ баконго, который также имеет родственников в соседних регионах Анголы и Демократической Республики Конго.
Население Кабинды выступает за независимость от Анголы.